# ルネサス セミコンダクタ マニュファクチュアリング
ルネサスセミコンダクタマニュファクチュアリング株式会社は、茨城県ひたちなか市に本社を置くルネサスエレクトロニクスの生産子会社である。
主力事業は、ルネサスエレクトロニクスの半導体生産における前工程である。

## 沿革
- 2008年 - 関西日本電気と福井日本電気をNECセミコンダクターズ関西として会社統合。
- 2010年 - NECエレクトロニクスとルネサス テクノロジの合併に伴い、ルネサス関西セミコンダクタ株式会社に社名変更。NECグループより離脱。
- 2013年 - 福井工場の事業をジェイデバイス子会社の株式会社ジェイデバイスセミコンダクタ（後にジェイデバイスに吸収合併）に移管。
- 2014年 - ルネサス那珂セミコンダクタ、ルネサスセミコンダクタエンジニアリング、ルネサス甲府セミコンダクタ、ルネサス山形セミコンダクタを吸収合併するとともに、ルネサス北日本セミコンダクタの結晶事業、ルネサス エレクトロニクス及びルネサスセミコンダクタ九州・山口の前工程製造事業を継承。ルネサス セミコンダクタ マニュファクチュアリング株式会社に社名変更。本社を滋賀県大津市から茨城県ひたちなか市へ移転。
- 2015年
  - 11月30日 - TDKと鶴岡工場譲渡契約に関する基本合意を発表[2][3]。
  - 12月1日 - 高知工場の2から3年を目処した閉鎖を発表[4][5]。
- 2016年4月28日 - 鶴岡工場のTDKに対する譲渡の最終合意を発表[6][7]。
- 2017年6月30日 - 高知工場の2018年5月末閉鎖を発表[8]。
- 2020年5月15日 - 滋賀工場の閉鎖を発表[9]。

## 工場

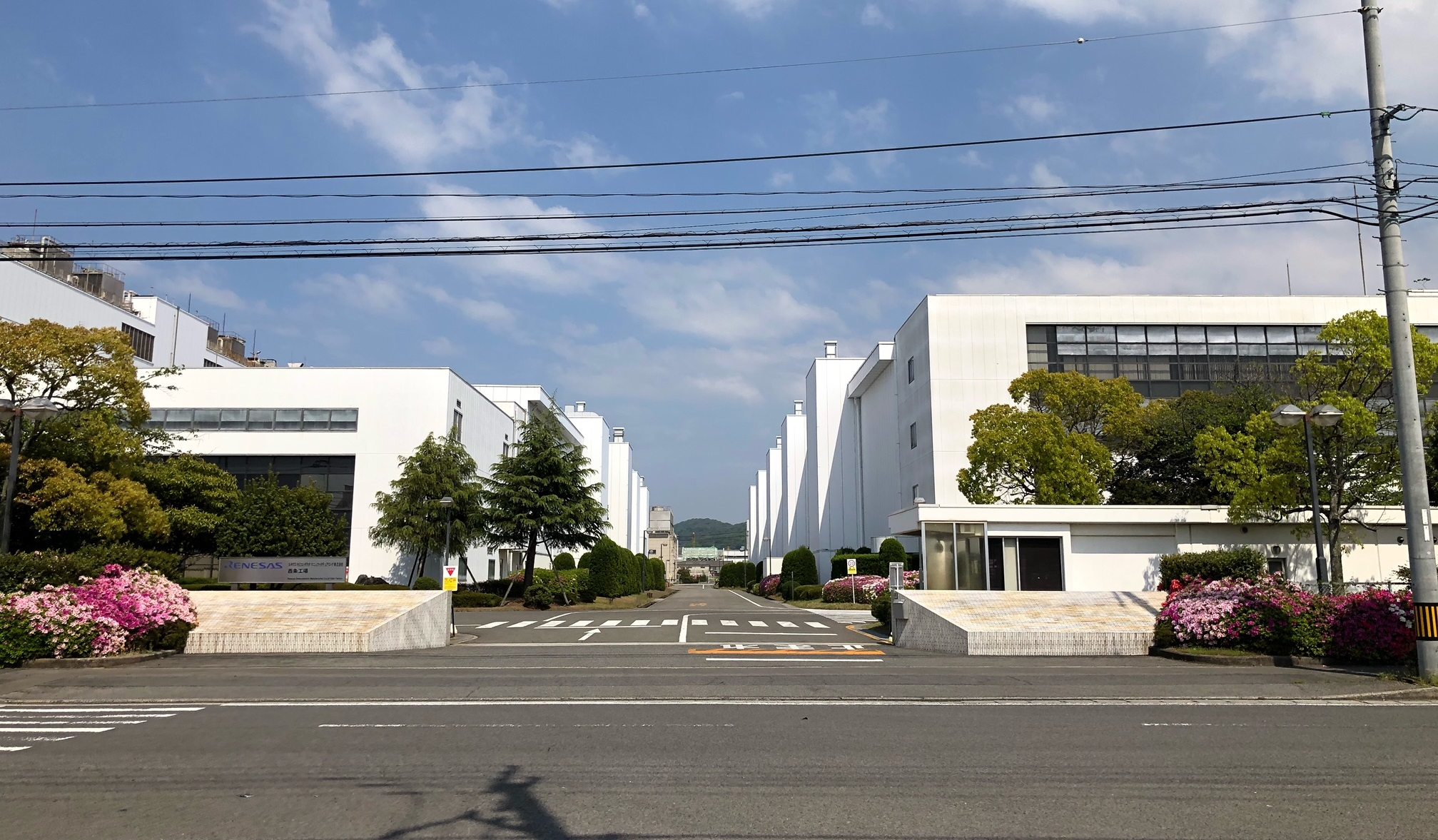
西条工場

- 本社・那珂工場（茨城県ひたちなか市堀口751）
- 高崎工場（群馬県高崎市西横手町111）
- 甲府工場（山梨県甲斐市西八幡4617）
- 西条工場（愛媛県西条市ひうち8-6）
- 川尻工場（熊本県熊本市南区八幡1-1-1）

### 過去に存在した工場
- 鶴岡工場
- 滋賀工場（滋賀県大津市晴嵐2-9-1）
- 高知工場（高知県香南市香我美町徳王子123）
  - コットン不織布製造メーカーの丸三産業が跡地を取得し、同社の香南工場となっている。
- 山口工場（山口県宇部市東万倉神元192-3）